# United Kingdom Carrier Strike Group 21
Le United Kingdom Carrier Strike Group 21 (CSG21) est un groupe aéronaval de la Royal Navy qui a été déployé dans le cadre de l' Opération Fortis de mai à décembre 2021. Le Carrier Strike Group est considéré comme le début de l'inclinaison du gouvernement britannique vers le Bassin Indo-Pacifique en termes de défense et de politique étrangère, qui avait été annoncé en mars dans le cadre de l'Integrated Review (en).
Il s'agissait du premier déploiement de groupe d'attaque pour les porte-avions de la classe Queen Elizabeth et du premier déploiement opérationnel du groupe aéronaval britannique depuis 2011. Le déploiement était le plus grand déploiement de l'avion multirôle et d'attaque au sol F-35 Lightning II depuis le début du programme en 2006, et la plus grande escadre aérienne de chasseurs de cinquième génération au monde à l'époque. De plus, le HMS Queen Elizabeth a vu le plus grand nombre de personnel embarqué depuis son entrée en service, et le groupe contenait le plus grand nombre d'hélicoptères maritimes de la Royal Navy déployés depuis plus de 10 ans.

## Composition
| Porte-avions | Classe Queen Elizabeth                                         | HMS Queen Elizabeth (R08) Royaume-Uni            |
| Destroyers   | Type 45 (Lutte antiaérienne)                                   | HMS Defender (D36)                               |
| Destroyers   | Type 45 (Lutte antiaérienne)                                   | HMS Diamond (D34)                                |
| Destroyers   | Classe Arleigh Burke (Multi-Rôle)                              | USS The Sullivans (DDG-68) États-Unis            |
| Frégates     | Type 23 (Lutte anti-sous-marine)                               | HMS Richmond (F239)                              |
| Frégates     | Type 23 (Lutte anti-sous-marine)                               | HMS Kent (F78) (en)                              |
| Frégates     | Classe De Zeven Provinciën (Lutte antiaérienne & Commandement) | HNLMS Evertsen (F805) Marine royale néerlandaise |
| Auxiliaires  | Tide-class tanker (en) (Pétrolier-ravitailleur)                | RFA Tidespring (A136) (en)                       |
| Auxiliaires  | Tide-class tanker (en) (Pétrolier-ravitailleur)                | RFA Tidesurge (A138) (en)                        |
| Auxiliaires  | Fort Victoria-class replenishment oiler (en)                   | RFA Fort Victoria (A387) (en)                    |
| Sous-marin   | Classe Astute                                                  | HMS Astute (S119)                                |

| Avion multirôle                       | No. 617 Squadron RAF (RAF Marham)                                        | 8 x F-35B Lightning II   |
| Avion multirôle                       | Marine Fighter Attack Squadron 211 (United States Marine Corps Aviation) | 10 x F-35B Lightning II  |
| Lutte anti-sous-marine & surveillance | 820 Naval Air Squadron (Royal Naval Air Station Culdrose)                | 3 x Merlin Mk2 Crowsnest |
| Lutte anti-sous-marine                | 820 Naval Air Squadron (Royal Naval Air Station Culdrose)                | 4 x Merlin Mk2 ASW       |
| Transport de troupe et logistique     | 845 Naval Air Squadron (Royal Naval Air Station Yeovilton)               | 3 x Merlin Mk4           |

| Force de protection | 815 Naval Air Squadron (Royal Naval Air Station Yeovilton) | 4 x Wildcat |

Outre les grandes unités mentionnées, le groupe se compose également d'un certain nombre de membres du personnel provenant d'autres unités, notamment :
- Une compagnie de Royal Marines du 42 Commando (en) pour la formation d'équipes d'embarquement, la protection des forces et la récupération des équipages.
- Éléments du 1700 Naval Air Squadron du Royal Naval Air Station Culdrose, pour fournir un soutien aérien[9].

### Lien connexe
- Histoire de la Royal Navy
- UK Carrier Strike Group